# تاکومتر

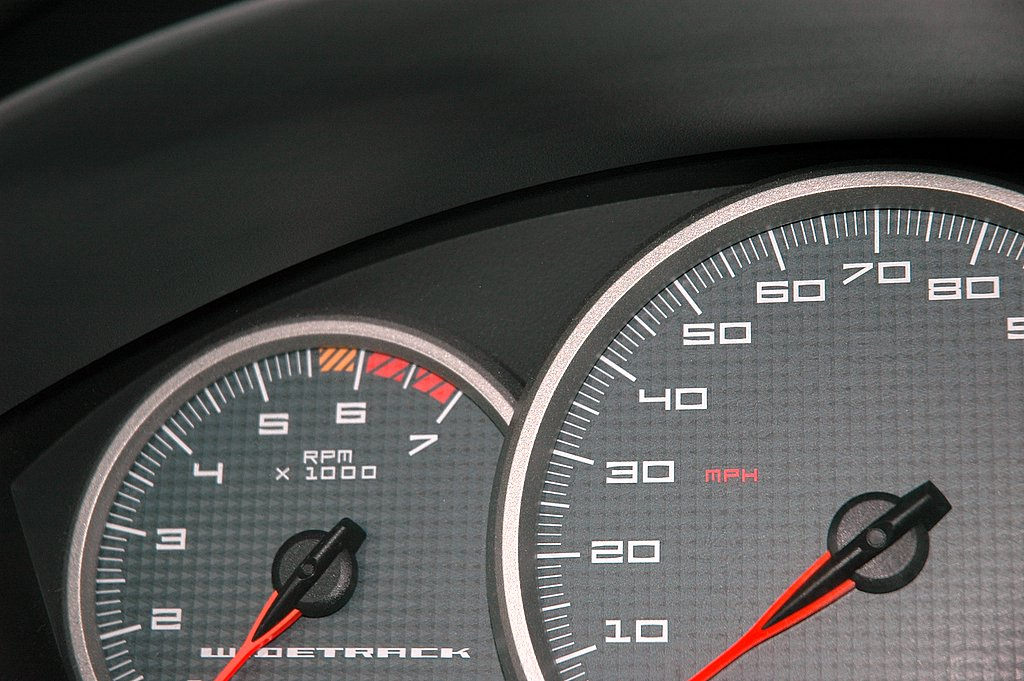
تاکومترِ خودرو که سرعت چرخش موتور را در واحدِ دور بر دقیقه (آرپی‌ام) نشان می‌دهد. خط قرمزی نشانگر بیشترین میزان احتراق سوخت در خودرو است.

یک تاکومتر که از دو آهنربا و یک حسگرِ اثر هال تشکیل شده است.

دُورسنج موتور خودرو یا تاکومتر (به انگلیسی: tachometer) ابزاری است که سرعت محور (شَفت) یا دیسک خودرو، موتورسیکلت یا سایر ماشین‌ها را اندازه‌گیری می‌کند. این دستگاه معمولاً سرعت دیسک را در واحد دور بر دقیقه، یا آرپی‌ام اندازه‌گیری می‌کند.
به عبارت دیگر، دورسنج، سرعت دوران، سرعت خطی و تعداد دورِ اجسام دوّار را می‌تواند اندازه‌گیری کند. دورسنج‌ها، با توجه به قابلیت تماس با اجسام، به دو دستهٔ دورسنج تماسی و دورسنج غیرتماسی تقسیم می‌شوند. در صورتی که نتوان با جسم موردنظر تماسی برقرار کرد، از دورسنج‌های غیرتماسی، و در مواردی که بتوان تماس داشت، از دورسنج‌های تماسی استفاده می‌شود.

## ریشه‌شناسی
واژهٔ «تاکومتر» از اجزای یونانیِ «تاکو» (تاخو) به‌معنای «سرعت» و «مترون» به‌معنای «اندازه‌گیری» گرفته شده است.

## تاریخچه
دورسنج‌ها به صورت آنالوگ و دیجیتال ساخته می‌شوند. مدل آنالوگ و کاملاً مکانیکی آنها بسیار قدیمی است. امروزه مدل‌های دیجیتال در انواع مکانیکی و نوری، فروسرخ (= مادون قرمز) (که عمدتاً با نام دورسنج لیزری شناخته می‌شود) و مکانیکی-لیزری و مدل بسیار پیشرفته و دقیق‌تر به صورت قابل حمل (پرتابل) به بازار عرضه می‌شوند.
دورسنج‌های آنالوگ قدیمی‌ترین مدل‌های تاکومتر در جهان به‌شمار می‌روند. اولین دورسنج برای اندازه‌گیری سرعت حرکت و توسط دانشمند آلمانی دیتریش اولهُرن در سال ۱۸۱۷ بر اساس خاصیت گریز از مرکز ساخته شد که در سال ۱۸۴۰ برای اندازه‌گیری سرعت و دور گردش چرخ‌های لوکوموتیو از آن استفاده شد. این دورسنج‌ها در ادامهٔ مسیر پیشرفت خود در خودروهای سبک و سنگین برای سنجش دور موتور ماشین‌ها به کار گرفته شدند و رفته‌رفته جای خود را به مدل‌های دیجیتالی دادند. دورسنج‌های آنالوگ بر اساس عملکرد چرخش یک محور (شَفت) یا محور عمودی متصل به فنر سپس صفحه درجه‌بندی‌شده کار می‌کنند.

## انواع دورسنج
1. دورسنج آنالوگ؛
2. دورسنج دیجیتال؛
3. دورسنج دیجیتال مکانیکی؛
4. دورسنج نوری؛
5. دورسنج مادون قرمز؛
6. دورسنج مادون قرمز و مکانیکی؛
7. دورسنج مغناطیسی.[۴]

### دورسنج فروسرخ (مادون قرمز) لیزری
این تجهیز با بهره‌گیری از حسگرهای تاکومتر فروسرخ (مادون قرمزِ) دقیق و حساس و نور لیزر، بالاترین دقت و سرعت را در اندازه‌گیری‌ها به نمایش می‌گذارند. حسگرهای دورسنجی گاهی در قالب ماژول دورسنج برای مقاصد آموزشی به بازار عرضه می‌شوند. در این دورسنج‌ها باید یک جسم منعکس‌کنندهٔ نور بر روی محور (مکانیک)|محور (شَفتِ) موردنظر نصب شود. دورسنج یک اشعهٔ لیزر به محور (شَفت) می‌تابانَد و با هر بار رد شدنِ جسم نصب‌شده از زیر نور لیزر، انعکاس آن به دورسنج می‌رسد، و بدین ترتیب، سرعت دَوَران محور (شَفت) را اندازه می‌گیرد.

### دورسنج فروسرخ (مادون قرمز) مکانیکی
دورسنج فروسرخ (مادون قرمز) مکانیکی نوع دوکاره و پیشرفته‌تری نسبت به انواع قبلیِ دورسنج‌هاست که با دارا بودن حسگرِ فروسرخ (مادون قرمز) مجهز به نور لیزر و اتصالات مکانیکی، توأمان برای اندازه‌گیری‌های مختلف استفاده می‌شوند.

## یادداشت
1. ↑  RPM: revolutions per minute
2. ↑  Dietrich Uhlhorn